# Stygocapitella subterranea
Stygocapitella subterranea är en ringmaskart som beskrevs av Knöllner 1934. Stygocapitella subterranea ingår i släktet Stygocapitella och familjen Parergodrilidae. Arten är reproducerande i Sverige. Inga underarter finns listade i Catalogue of Life.